# Seymeria mazatecana
Seymeria mazatecana är en snyltrotsväxtart som beskrevs av Billie Lee Turner. Seymeria mazatecana ingår i släktet Seymeria och familjen snyltrotsväxter. Inga underarter finns listade i Catalogue of Life.